# Merolonche ursina
Acronicta lupini là một loài bướm đêm trong họ Noctuidae.

## Hình ảnh

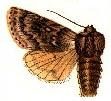